# Wehrrecht (Deutschland)
Das Wehrrecht ist in Deutschland ist ein Teilgebiet des Öffentlichen Rechts. Versuche des rechtswissenschaftlichen Schrifttums, das Wehrrecht begrifflich, systematisch oder in einem weiteren oder engeren Sinne zu erklären, sind bislang erfolglos geblieben.
Die verfassungsrechtliche Grundentscheidung für die militärische Verteidigung als verpflichtende Aufgabe des Staates ergibt sich aus Art. 87a Abs. 1 Satz 1 GG. Die Wehrverfassung ist Grundlage des verfassungsrechtlich nachrangigen einfachen Wehrrechts, das wiederum vom Wehrrecht in Rechtsverordnungen, Erlassen und Dienstvorschriften des Bundesverteidigungsministeriums zu unterscheiden ist.
Wehrverfassungs- und das ihm nachrangige Wehrrecht sind die rechtliche Grundlage der militärischen Verteidigung und ihrer institutionellen und personellen Träger, der Bundeswehr und der Soldaten.
Seit 1959 erscheint die Neue Zeitschrift für Wehrrecht.
Die Deutsche Gesellschaft für Wehrrecht und Humanitäres Völkerrecht ist die deutsche Gruppe der 1988 gegründeten Internationalen Gesellschaft für Militär- und Kriegsrecht.

## Geschichte
Die stehenden Heere und die Ausbildung des staatlichen Gewaltmonopols seit der Mitte des 17. Jahrhunderts gelten traditionell als Beginn des Militärwesens überhaupt.
Das Reichskriegswesen war in Art. 57 ff. der Bismarckschen Reichsverfassung von 1871 geregelt. Danach bildete die gesamte Landmacht des Reichs ein einheitliches Heer, welches in Krieg und Frieden unter dem Befehl des Kaisers stand. Im ganzen Reich wurde gem. Art. 61 „die gesammte Preußische Militairgesetzgebung ungesäumt eingeführt, sowohl die Gesetze selbst, als die zu ihrer Ausführung, Erläuterung oder Ergänzung erlassenen Reglements, Instruktionen und Reskripte.“ Diese waren im Jahr 1867 bereits für den Norddeutschen Bund übernommen worden.
Nach der Kapitulation am Ende des Ersten Weltkriegs und der Abdankung des Kaisers übernahm Generalfeldmarschall Paul von Hindenburg am 9. November 1918 den Oberbefehl. Aufgrund der Bedingungen des Versailler Vertrages von 1919 unterlagen Umfang und Bewaffnung der Reichswehr starken Beschränkungen. Ab Januar 1921 stand das neue, gemäß Versailler Vertrag 100.000 Mann umfassende Reichsheer zur Verfügung. Der Reichspräsident hatte nach Art. 47 der Weimarer Verfassung den Oberbefehl über die gesamte Wehrmacht des Reichs. Sie bestand aus freiwilligen Soldaten und nicht im Waffendienst tätigen Militärbeamten. Näheres über Gliederung und Befehlsverhältnisse sowie die Pflichten und Rechte der Angehörigen der Reichswehr war im Wehrgesetz vom 23. März 1921 geregelt. Gem. § 48 traten die alten preußischen Militärgesetze wie das Reichs-Militärgesetz von 1874 damit außer Kraft.
Nach der Machtergreifung wurde das Wehrgesetz 1935 reformiert und die Wehrpflicht wieder eingeführt. Die Wehrmacht war seitdem „der Waffenträger und die soldatische Erziehungsschule des Deutschen Volkes.“ Sie bestand aus dem Heer, der Kriegsmarine und der Luftwaffe. Oberster Befehlshaber der Wehrmacht war der Führer und Reichskanzler Adolf Hitler.
Der Zweite Weltkrieg endete in Europa mit der bedingungslosen Kapitulation der Wehrmacht am 8. Mai 1945. Den öffentlich-rechtlichen Dienstverhältnissen der aktiven Berufssoldaten und Wehrmachtsbeamten war damit die Rechtsgrundlage entzogen. Sie sind daher erloschen. Mit der Kontrollratsproklamation Nr. 2 vom 20. September 1945 wurden „alle deutschen Streitkräfte zu Land, zur See und in der Luft einschließlich des Generalstabes, des Offizierkorps, Reservekorps, der Militärschulen, Organisationen ehemaliger Kriegsteilnehmer und aller anderen militärischen und quasimilitärischen Organisationen sowie aller Vereine und Vereinigungen, die dazu dienen, die militärische Tradition in Deutschland aufrechtzuerhalten, vollständig und endgültig aufgelöst.“ Die Demilitarisierung Deutschlands war einer der Kernpunkte des Potsdamer Abkommens.
Die Wiederbewaffnungsdebatte führte in Westdeutschland zur Gründung der Bundeswehr. Am 12. November 1955 wurden die ersten freiwilligen Soldaten ernannt. Die Wiedereinstellung ehemaliger Berufssoldaten unterlag dem Artikel 131 GG. Außerdem überprüfte ein Personalgutachterausschuss ehemalige Wehrmachtsoffiziere mit dem Dienstgrad vom Oberst an aufwärts auf ihre persönliche Eignung. Die Gründung der Nationalen Volksarmme in der DDR folgte mit Gesetz vom 18. Januar 1956.
Gem. Art. 20 Abs. 3 des Einigungsvertrags wurde das Soldatenrecht nach Maßgabe der in Anlage I vereinbarten Regelungen im Beitrittsgebiet eingeführt. Die Soldaten der ehemaligen Nationalen Volksarmee sind mit dem Wirksamwerden des Beitritts am 3. Oktober 1990 Soldaten der Bundeswehr. Ihre nach dem bisherigen Recht der Deutschen Demokratischen Republik bestehenden soldatischen Rechte und Pflichten sind erloschen.

## Verfassungsrecht
Die Führung eines Angriffskrieges und dessen Vorbereitung sind gem. Art. 26 Abs 1 GG verfassungswidrig und unter Strafe zu stellen (Art. 26 Abs 1 GG). Bei Inkrafttreten des Grundgesetzes am 23. Mai 1949 verhinderte das alliierte Besatzungsstatut die Aufstellung eigener deutscher Streitkräfte. Die verfassungsrechtlichen Voraussetzungen dafür wurden erst in den 1950er- und 1960er-Jahren durch entsprechende Ergänzungen des Grundgesetzes geschaffen.

### Grundgesetzergänzung 1956
Mit Ratifizierung der Pariser Verträge im Februar 1955 erhielt die Bundesrepublik „die volle Macht eines souveränen Staates über ihre inneren und äußeren Angelegenheiten“. So konnte mit Wirkung zum 22. März 1956 das Grundgesetz umfassend geändert werden, um die Bundeswehr in den verfassungsmäßigen Aufbau des Staates einzuordnen. Die Änderungen hatten die Einschränkung einiger Grundrechte für Angehörige der Streitkräfte zum Inhalt, die „sich nach der übereinstimmenden Auffassung aller Mitglieder des beratenden Bundestagsausschusses für Rechtswesen und Verfassungsrecht nicht oder wenigstens nicht in ihrem vollen Umfang mit dem Dienst in einem militärischen Verband vertragen“ (Art. 17a, Art. 45b, Art. 137 Abs. 1 GG), die Regelung von Kompetenzen in Bezug auf die Bundeswehr und die Schaffung neuer Institutionen, die in einem inneren Zusammenhang mit der Wehrverfassung stehen.
Die zu regelnden Kompetenzen betrafen insbesondere die Feststellung des Verteidigungsfalles durch den Deutschen Bundestag (Art. 59a GG), das Recht des Bundespräsidenten, Offiziere und Unteroffiziere zu ernennen (Art. 60 GG), die Befehls- und Kommandogewalt von Bundesverteidigungsminister und Bundeskanzler (Art. 65a GG) und die Zuständigkeiten von Bund und Ländern für Aufgaben der Wehrverwaltung und des Schutzes der Zivilbevölkerung (Art. 87b GG). Neu eingerichtet wurden Dienststrafgerichte, Dienstgerichte und Wehrstrafgerichte als Bundesgerichte (Art. 96, Art. 96a GG). Außerdem wurden zwei Sonderregelungen zur Ausübung der parlamentarischen Kontrolle in Bezug auf die Bundeswehr getroffen. Es wurden ein Wehrbeauftragter eingesetzt (Art. 45b GG) und die Rechtsstellung des Verteidigungsausschusses geändert (Art. 45a GG). Die zahlenmäßige Stärke der vom Bunde zur Verteidigung aufgestellten Streitkräfte und die Grundzüge ihrer Organisation müssen sich aus dem Haushaltsplan ergeben (Art. 87a GG in der am 22. März 1956 geltenden Fassung). Gem. Art. 143 GG bedurfte eine gesetzliche Regelung zum Einsatz der Streitkräfte im Fall eines inneren Notstands einer verfassungsändernden Mehrheit nach Art. 79 GG.
Bereits seit einer Grundgesetzänderung im März 1954 hatte der Bund die ausschließliche Gesetzgebung über die auswärtigen Angelegenheiten sowie die Verteidigung einschließlich des Schutzes der Zivilbevölkerung (Art. 73 Abs. 1 Nr. 1 GG).

### Grundgesetzänderung 1968
Zum Schutz ihrer im Bundesgebiet aufgrund des Aufenthaltsvertrags stationierten Streitkräfte bei einem Angriff auf die Bundesrepublik oder Berlin hatten sich die drei Westalliierten in Art. 5 Abs. 2 des Deutschlandvertrags vorbehalten, den Notstand zu erklären und diejenigen Maßnahmen ergreifen, die erforderlich sind, um die Ordnung aufrechtzuerhalten oder wiederherzustellen und die Sicherheit der Streitkräfte zu gewährleisten (Alliiertes Vorbehaltsrecht). Mit Erklärung vom 27. Mai 1968 haben sie das Besatzungsregime in der Bundesrepublik Deutschland auch insoweit beendet. Das Notstandsrecht der Drei Mächte wurde durch eine in die deutsche Verfassungsrechtsordnung eingefügte Regelung (sog. Notstandsverfassung) ersetzt.
Für den Fall einer Bedrohung der Bundesrepublik durch einen bewaffneten Angriff von außen wurden eingehende gesonderte Regelungen getroffen. Ein Kernstück der Neuregelungen war die Gewährleistung eines unter allen Umständen arbeitsfähigen Organs der Volksvertretung, dem die parlamentarische Kontrolle der Exekutive obliegen und die Befugnis zur Gesetzgebung vorbehalten bleiben soll. Die in Abschnitt Xa hinter Artikel 115 GG eingefügten Bestimmungen der Artikel 115a bis 115I enthalten die Vorschriften über die Regelung des Zustandes äußerer Gefahr und damit den wichtigsten Teil der Verfassungsänderung.
Außerdem sollte der Staat „die Möglichkeit erhalten, in den Zeiten der Not eine dem Ausmaß der Bedrohung angemessene Abwehr zu verwirklichen, bei der das zum Schutz der Bevölkerung und ihrer freiheitlichen Lebensordnung Erforderliche rasch und wirksam geschieht.“ Gem. Art. 12a GG können Männer vom vollendeten achtzehnten Lebensjahr an zum Dienst in den Streitkräften, im Bundesgrenzschutz oder in einem Zivilschutzverband verpflichtet werden. Wer aus Gewissensgründen den Kriegsdienst mit der Waffe verweigert, kann zu einem Ersatzdienst verpflichtet werden. Zur Hilfe bei einer Naturkatastrophe oder bei einem besonders schweren Unglücksfall kann ein Bundesland im Wege der Amtshilfe Kräfte und Einrichtungen der Streitkräfte anfordern (Art. 35 Abs. 2, Abs. 3 GG). Art. 87a GG wurde neu gefasst und um den Einsatz der Streitkräfte im Spannungsfall sowie zur Abwehr einer drohenden Gefahr für den Bestand oder die freiheitliche demokratische Grundordnung des Bundes oder eines Landes durch den Schutz ziviler Objekte im Inland erweitert (Art. 87a Abs. 2–4 GG).

### Allgemeine Regeln des Völkerrechts
Nach der Völkerrechtsklausel in Art. 25 Satz 1 GG sind die allgemeinen Regeln des Völkerrechtes Bestandteil des Bundesrechtes. Das bedeutet, sie bedürfen anders als völkerrechtliche Verträge keines innerstaatlichen Transformationsaktes gemäß Art. 59 Abs. 2 Satz 1 GG, um innerstaatliche Rechtsqualität zu erzeugen. Ferner stehen sie nach Art. 25 Abs. 2 Halbs. 1 GG innerstaatlich im Rang über einfachem Gesetzesrecht. 
Zu den für den Einsatz der Bundeswehr und ihrer Soldaten in bewaffneten Konflikten bedeutsamen allgemeinen Regeln des Völkerrechts gehört das völkerrechtliche Gewaltverbot nach Art. 2 Abs. 4 der UN-Charta, wonach alle Mitgliedstaaten in ihren internationalen Beziehungen jede mit den Zielen der Vereinten Nationen unvereinbare Androhung und Anwendung von Gewalt zu unterlassen haben. Hierzu gehören auch die vier Genfer Konventionen zum humanitären Völkerrecht vom 12. August 1949 sowie das Verbot des gezielten oder unterschiedslosen Angriffs auf Zivilpersonen gemäß Art. 51 Nr. 2 und 3 des Zusatzprotokolls I zu den Genfer Abkommen vom 8. Juni 1977.

## Einfaches Recht

### Rechtsstellung der Soldaten

#### Pflichten und Rechte
Gem. Art. 33 Abs. 4 GG ist die Ausübung hoheitsrechtlicher Befugnisse als ständige Aufgabe in der Regel Angehörigen des öffentlichen Dienstes zu übertragen, die in einem öffentlich-rechtlichen Dienst- und Treueverhältnis stehen. Dieser Funktionsvorbehalt für Beamte führt zu einer Zweiteilung des öffentlichen Dienstes in Bedienstete, die in einem durch Gesetz geregelten Dienstverhältnis stehen (Beamte, Richter und Soldaten), und solchen, die in einem privatrechtlichen, durch Tarifverträge ausgestalteten Dienstverhältnis stehen (Tarifbeschäftigte).
Soldaten stehen, vom Dienst her gesehen, den sie dem Staate leisten, neben den Beamten. Art. 33 Abs. 5 GG enthält jedoch nach Entstehungsgeschichte, Sinn und Zweck keine institutionelle Garantie des Berufssoldatentums. Hergebrachte Grundsätze wie für das Beamtentum bestehen für das Berufssoldatentum nicht. Beamte und Berufssoldaten sind jedoch im Rahmen des Art. 33 Abs. 5 GG nach einheitlichen Grundsätzen zu behandeln.
Alle Soldaten sind durch die Gleichartigkeit des Pflichtenkreises miteinander verbunden, geregelt in §§ 1 bis 36 des Soldatengesetzes (SG). In einer „grundsätzlichen Abkehr von der Vergangenheit ist der Dienst als Soldat für den Staatsbürger Erfüllung einer staatsbürgerlichen Pflicht. Der Soldat steht nicht mehr abseits von dem politischen Geschehen und der politischen Willensbildung, er ist Staatsbürger in Uniform und nimmt an der Bildung des staatlichen Willens teil. Sein aktives Wahlrecht wird nicht beschränkt.“ Das passive Wahlrecht zum Deutschen Bundestag und den Landtagen besteht nach Maßgabe des § 25 Abs. 2 SG und dem Abgeordnetengesetz.
Die Ernennung erfolgt nach dem Leistungsprinzip (§ 3 Abs. 1 SG). Soldaten haben die Pflicht, der Bundesrepublik Deutschland treu zu dienen und das Recht und die Freiheit des deutschen Volkes tapfer zu verteidigen (§ 1 Abs. 1 Satz 2, § 7 SG). Bei Beginn ihres Dienstverhältnisses leisten sie einen Diensteid bzw. ein Gelöbnis (§ 9 SG). Im Gegenzug ist der Bund gem. § 31 SG gegenüber den Soldaten und ihren Familien, auch nach Ende der Dienstzeit, zur Fürsorge verpflichtet (Gewährleistung einer rechtlich und wirtschaftlich gesicherten Position). Soldaten absolvieren eine Laufbahn nach der Soldatenlaufbahnverordnung und sind funktionsgerecht zu besolden (§ 18 BBesG). Sie müssen die freiheitliche demokratische Grundordnung im Sinne des Grundgesetzes anerkennen und durch ihr gesamtes Verhalten für ihre Erhaltung eintreten (§ 8 SG). Im Dienst unterliegen sie der Pflicht zu politischer Neutralität (§ 15 SG). 
Eine einfache Übertragung aller für Beamte geltenden Rechtsgrundsätze ist allerdings nicht möglich. Die Berücksichtigung der besonderen militärischen Verhältnisse („Befehl und Gehorsam“) erfordert eine Abweichung vom Beamtenrecht sowie bestimmte Beschränkungen, denen Soldaten bei der Ausübung ihrer allgemeinen staatsbürgerlichen Befugnisse aus dem Wesen des soldatischen Dienstverhältnisses heraus notwendig unterliegt (§ 6 SG). So haben Berufssoldaten und Soldaten auf Zeit nicht wie Beamte das uneingeschränkte Recht, auf Antrag entlassen zu werden (§ 46 SG), Berufssoldaten unterliegen anderen Altersgrenzen (§ 45 SG) und müssen auch noch im Ruhestand für die Reserve an Führungskräften zur Verfügung stehen. 
Ein Soldat muss seinen Vorgesetzten gehorchen. Er hat ihre Befehle nach besten Kräften vollständig, gewissenhaft und unverzüglich auszuführen (§ 11 SG). Alle Soldaten sind verpflichtet, die Würde, die Ehre und die Rechte des Kameraden zu achten und ihm in Not und Gefahr beizustehen (§ 12 SG). Die in Art. 65a GG gewährleistete „Befehls- und Kommandogewalt“ des Bundesministers der Verteidigung sowie die davon abgeleitete Befehlsbefugnis militärischer Vorgesetzter unterliegen jedoch einem verfassungsrechtlich durch Art. 1 Abs. 3 GG besonders geschützten Grundrechts- und damit Ausübungsvorbehalt. Das Grundrecht der Gewissensfreiheit wird auch bei Soldaten nicht durch die wehrverfassungsrechtlichen Vorschriften des Grundgesetzes verdrängt.

#### Dienstvergehen
Der Soldat begeht ein Dienstvergehen, wenn er schuldhaft seine Pflichten verletzt, die im Wesentlichen durch das Soldatengesetz (SG) bestimmt werden. Das Nähere über die Verfolgung von Dienstvergehen regelt die Wehrdisziplinarordnung (§ 23 SG).
Beim Aufbau der Streitkräfte der Bundesrepublik Deutschland wurden die Soldaten der Bundeswehr gemäß § 2 Abs. 1 des Freiwilligengesetzes zunächst wie Bundesbeamte behandelt. Auf sie fand das Beamtenrecht einschließlich der Bundesdisziplinarordnung Anwendung. Nach dieser Übergangslösung trat am 1. April 1956 das Soldatengesetz und am 1. April 1957 die Wehrdisziplinarordnung (WDO) in Kraft. Sie enthält Vorschriften über die Erteilung förmlicher Anerkennungen sowie formelles Disziplinarrecht. 
Das disziplinargerichtliche Verfahren der WDO lehnt sich an das für Beamte geltende Recht der Bundesdisziplinarordnung an, jedoch mit Abweichungen, die mit Rücksicht auf die militärischen Verhältnisse geboten erschienen. Außerdem war den rechtsstaatlichen Garantien des Grundgesetzes Rechnung zu tragen. Die Rechtsweggarantie des Art. 19 Abs. 4 GG führte zur Errichtung von unabhängigen, nur dem Gesetz unterworfenen Wehrdienstgerichten,
die in gerichtlichen Disziplinarverfahren durch Urteil Disziplinarmaßnahmen verhängen und über disziplinare oder sonstige truppendienstliche
Beschwerden entscheiden (§ 68 WDO). Der Disziplinararrest unterliegt dem Richtervorbehalt (Art. 104 GG, § 40 WDO).

#### Beschwerderecht
Die Wehrbeschwerdeordnung regelt, dass ein Soldat sich beschweren kann, wenn er glaubt, von Vorgesetzten oder von Dienststellen der Bundeswehr unrichtig behandelt oder durch pflichtwidriges Verhalten von Kameraden in seinen Rechten verletzt zu sein (§ 1 Abs. 1 Satz 1 WBO). Das gilt insbesondere für unzulässige oder unsachgemäße Befehle sowie sonstige Maßnahmen und Unterlassungen von Vorgesetzten und Dienstvergehen von Kameraden (§ 13 WBO).

### Weitere wehrrechtliche Regelungen

#### Wehrstrafrecht
Das Wehrstrafgesetz (WStG) bestimmt Straftaten, die nur von Soldaten der Bundeswehr begangen werden können (§ 1 WStG). 

#### Eigenschutz der Bundeswehr
Das MAD-Gesetz enthält Bestimmungen über den Militärischen Abschirmdienst (MAD) als abwehrenden Nachrichtendienst und zivile Bundesoberbehörde im Geschäftsbereich des Bundesministeriums der Verteidigung. Wer Zugang zu Verschlusssachen hat oder ihn sich verschaffen kann, unterliegt dem Sicherheitsüberprüfungsgesetz. Zur Wahrung der Sicherheit oder Ordnung in Anlagen, Einrichtungen und Schiffen der Bundeswehr und der verbündeten Streitkräfte in der Bundesrepublik verleiht das Gesetz über die Anwendung unmittelbaren Zwanges und die Ausübung besonderer Befugnisse durch Soldaten der Bundeswehr und verbündeter Streitkräfte sowie zivile Wachpersonen dem Wachpersonal besondere Befugnisse.

#### Parlamentarische Kontrolle
Die parlamentarische Beteiligung bei der Entscheidung über Auslandseinsätze der Bundeswehr ist seit 2005 im Parlamentsbeteiligungsgesetz geregelt.

### Wehrleistungsrecht
Das Wehrleistungsrecht umfasst die historischen Militärlasten, die den Bewohnern eines Staatsgebietes außer dem Wehrdienst im Interesse der Landesverteidigung auferlegt sind. Es wird unterschieden zwischen Friedensleistungen und Kriegsleistungen während der Mobilmachungs- und Kriegszeit. Die Leistungen werden entschädigt und können in der Verpflichtung zu Naturalleistungen bestehen oder aber in der Beschränkung des Eigentums an bestimmten Grundstücken für Zwecke der Verteidigung. Ein Beispiel für letzteres ist das Reichsrayongesetz von 1871.
In der Bundesrepublik Deutschland dient das Bundesleistungsgesetz zusammen mit dem Schutzbereichgesetz und dem Landbeschaffungsgesetz der Versorgung der Streitkräfte mit Gütern und Leistungen im Verteidigungsfall im Rahmen des Prinzips der Gesamtverteidigung.

## Ausgewählte Vorschriften

### Gesetze
- Soldatengesetz
- Wehrpflichtgesetz
- Reservistengesetz
- Soldatenbeteiligungsgesetz
- Soldatinnen- und Soldatengleichstellungsgesetz
- Soldatinnen- und Soldaten-Gleichbehandlungsgesetz
- Wehrdisziplinarordnung
- Wehrbeschwerdeordnung
- Wehrsoldgesetz
- Arbeitsplatzschutzgesetz
- Soldatenversorgungsgesetz
- Unterhaltssicherungsgesetz
- Eignungsübungsgesetz
- Bundeswehr-Attraktivitätssteigerungsgesetz

### Untergesetzliche Regelungen
- Soldatenlaufbahnverordnung
- Vorgesetztenverordnung
- Soldatenurlaubsverordnung
- Anordnung des Bundespräsidenten über die Dienstgradbezeichnungen und die Uniform der Soldaten
- Mutterschutzverordnung für Soldatinnen
- Uniformverordnung
- Soldatenarbeitszeitverordnung
- Stellenvorbehaltsverordnung
- Anordnung über die Stiftung der Truppenfahnen für die Bundeswehr